# Љорет де Мар
Љорет де Мар (Lloret de Mar) је мали каталонски туристички град на медитеранској обали. Налази се у провинцији Ђирона. У близини се налазе градови Бланес и Тоса де Мар и релативно је близу Барселоне. Са бројем становника од 29.445 (од 2005), Љорет је други по величини град у каталонском округу Селва. Током летње туристичке сезоне, број људи (и становника и туриста) често достиже 200.000. Почетком деведесетих је привукао много туриста и сада представља важан део Коста Браве. У његовој близини, постоји водени парк Water World.
На једном крају града налази се и средњовековна тврђава, а на другом, статуа из 1966. године, под именом „Морнарева жена“ (Dona Marinera) чији је аутор Ернест Марагаљ. Представља патњу жена морнара док чекају своје мужеве да се врате с мора.

## Историја
Први писани документи о Љорету датирају из 966. године. Тада се овај град помиње под називом Лоредо, од латинске речи Лауретум (што значи ловор). На подручју града, у оквиру многих археолошких налазишта, постоје остаци иберске и римске цивилизације.

## Географија
Налази се на обали Медитерана.

### Клима
| Клима (Љорет де Мар)       | Клима (Љорет де Мар) | Клима (Љорет де Мар) | Клима (Љорет де Мар) | Клима (Љорет де Мар) | Клима (Љорет де Мар) | Клима (Љорет де Мар) | Клима (Љорет де Мар) | Клима (Љорет де Мар) | Клима (Љорет де Мар) | Клима (Љорет де Мар) | Клима (Љорет де Мар) | Клима (Љорет де Мар) | Клима (Љорет де Мар) |
| Показатељ \ Месец          | .Јан.                | .Феб.                | .Мар.                | .Апр.                | .Мај.                | .Јун.                | .Јул.                | .Авг.                | .Сеп.                | .Окт.                | .Нов.                | .Дец.                | .Год.                |
| -------------------------- | -------------------- | -------------------- | -------------------- | -------------------- | -------------------- | -------------------- | -------------------- | -------------------- | -------------------- | -------------------- | -------------------- | -------------------- | -------------------- |
| Средњи максимум, °C (°F)   | 14,8 (58,6)          | 16,9 (62,4)          | 20,1 (68,2)          | 19,9 (67,8)          | 24,1 (75,4)          | 27,9 (82,2)          | 29,8 (85,6)          | 30,8 (87,4)          | 27,5 (81,5)          | 23,0 (73,4)          | 17,4 (63,3)          | 15,4 (59,7)          | 22,1 (71,8)          |
| Средњи минимум, °C (°F)    | 4,5 (40,1)           | 4,6 (40,3)           | 6,6 (43,9)           | 7,5 (45,5)           | 11,9 (53,4)          | 15,4 (59,7)          | 17,0 (62,6)          | 18,2 (64,8)          | 15,4 (59,7)          | 12,2 (54)            | 6,8 (44,2)           | 4,6 (40,3)           | 10,2 (50,4)          |
| Количина падавина, mm (in) | 56,2 (22,13)         | 13,6 (5,35)          | 16,9 (6,65)          | 42,2 (16,61)         | 34,2 (13,46)         | 32,9 (12,95)         | 28,4 (11,18)         | 23,8 (9,37)          | 62,2 (24,49)         | 33,2 (13,07)         | 68,5 (26,97)         | 55,2 (21,73)         | 467,3 (183,98)       |
| [ тражи се извор ]         |                      |                      |                      |                      |                      |                      |                      |                      |                      |                      |                      |                      |                      |

## Становништво
| 1986.  | 2009.  |
| ------ | ------ |
| 14.567 | 39.369 |

## Галерија
- Поглед на Љорет де Мар ноћу из хотела
- Скулптура Морнарева жена (кат. Dona marinera)
- Поглед на средњовековну тврђаву и плажу
- Сладолед са шлагом и воћем на плажи, са погледом на море.
- Једна уличица
- Телефонска говорница
- Хотел "Дон Жуан"
- Луна парк